# Kasper Klausen
Kasper Klausen (20 december 1982) is een Deens voetballer die voor AC Horsens speelt.

## Carrière
- 1988-2000: Hvidovre IF (jeugd)
- 2000-2003: Hvidovre IF
- 2003-2004: BK Skjold
- 2004- nu : AC Horsens